# 이하라 마사미
이하라 마사미(일본어: 井原 正巳, 1967년 9월 18일 ~ )는 일본의 전 축구 선수이자 현 축구 지도자로 현역 시절 요코하마 F. 마리노스, 주빌로 이와타, 우라와 레즈 등에서 수비수로 활약했으며 현재 대한민국 K리그2의 수원 삼성 블루윙즈 코치로 재직 중이다.

## 클럽 경력
1990년 닛산 자동차 축구부(지금의 요코하마 F. 마리노스)에서 선수 생활을 시작했으며, 1993년 J리그 개막전 도쿄 베르디 1969 전에서 J리그에 데뷔하였다. 1990년부터 1999년까지 10시즌 동안 요코하마 F. 마리노스에서 267경기에 출전해 5골을 기록했으며, 일본의 많은 축구 팬들에게 "미스터 마리노스(Mister Marinos)"라는 별명으로 부르기도 했다. 2000년 주빌로 이와타에서 20경기 1골, 2001년부터 2002년까지 우라와 레드 다이아몬즈에서 54경기 1골을 넣었으며, J리그 통산 297경기에서 5골을 기록하였다.

## 국가대표팀 경력
1990년대 일본 대표팀의 주장이자 일본 축구를 대표하는 수비수로, 일본 매체에서는 "아시아의 벽"이라는 별명으로 부르기도 했다. 일본 축구 국가대표팀에서 통산 122경기에 출전했으며, 이 기록은 일본 남자 대표팀 역대 2위이다.(1위는 통산 152경기에 출전한 엔도 야스히토. 일본 여자 축구 국가대표팀의 사와 호마레는 205경기에 출전한 바 있다.)
일본 축구 국가대표팀에서는 1988년부터 1999년까지 122경기에서 5골을 넣었다. 1990년 FIFA 월드컵 아시아 지역 예선, 1994년 FIFA 월드컵 아시아 지역 예선에서 연이은 지역 예선 탈락을 경험했으며, 1998년 FIFA 월드컵 아시아 지역 예선 플레이오프에서는 이란 대표팀을 연장전 끝에 제압하고, 일본을 사상 첫 FIFA 월드컵 본선 진출로 이끌었다.
1988년 AFC 아시안컵, 1992년 AFC 아시안컵, 1995년 킹 파흐드컵, 1996년 AFC 아시안컵, 1998년 FIFA 월드컵, 1999년 코파 아메리카에 출전하였다.

## 지도자 경력
은퇴 후에는 NHK 축구 해설가로 활동하다 축구 지도자의 길을 걷고 있다. 2005년에는 대한민국의 홍명보와 함께 한일 축구 친선 대사에 선정되었으며, 2009년 가시와 레이솔의 주임 코치가 되었다. 같은 해 가시와 레이솔의 감독이 해임되자, 후임 감독이 결정될 때까지 대행 감독을 맡기도 하였다. 2015년에는 아비스파 후쿠오카의 감독으로 취임하였다.

## 통계
| 일본 | 일본 | 일본 |
| 연도 | 출전 | 득점 |
| ---- | ---- | ---- |
| 1988 | 5    | 0    |
| 1989 | 11   | 0    |
| 1990 | 6    | 0    |
| 1991 | 2    | 0    |
| 1992 | 11   | 0    |
| 1993 | 15   | 2    |
| 1994 | 9    | 1    |
| 1995 | 16   | 1    |
| 1996 | 13   | 0    |
| 1997 | 21   | 1    |
| 1998 | 10   | 0    |
| 1999 | 3    | 0    |
| 통산 | 122  | 5    |

## 같이 보기
- A매치 100경기 이상 출전한 축구 선수 명단